# Cijfer-8-knoop (knopentheorie)

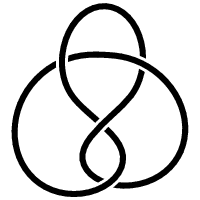
Cijfer-8-knoop

In de knopentheorie, een deelgebied van de wiskunde, is een cijfer-8-knoop een unieke knoop met een kruisingsgetal van vier. Het is op de triviale knoop en de klaverbladknoop na de knoop met het kleinste kruisingsgetal.
De cijfer-8-knoop is een priemknoop.